# Daylight (album van The Selecter)
Daylight is het vijftiende studioalbum van de Britse skaband The Selecter. Het werd op 6 oktober 2017 uitgegeven door DMF Music en haalde de 66e plaats in de Britse albumlijst.

## Tracklijst
Alle nummers zijn geschreven door Pauline Black, Arthur Hendrickson en Neil Pyzer; tenzij anders vermeld

| Nr. | Titel               | Duur |
| --- | ------------------- | ---- |
| 1.  | Frontline           | 3:40 |
| 2.  | Remember Me         | 4:32 |
| 3.  | Daylight            | 3:46 |
| 4.  | The Big Badoof      | 4:09 |
| 5.  | Paved with Cold     | 4:22 |
| 6.  | Taking Back Control | 3:17 |
| 7.  | Things Fall Apart   | 4:09 |
| 8.  | Mayhem              | 3:43 |
| 9.  | 3 Reasons           | 3:47 |
| 10. | Pass the Power      | 4:19 |

## Personeel

### The Selecter
- Pauline Black – zang
- Arthur "Gaps" Hendrickson – zang
- Neil Pyzer – saxofoon, gitaar, keyboards, zang, strijkarrangementen
- Will Crewdson – gitaar
- Luke Palmer – basgitaar
- Lee Horsley – orgel
- Orlando La Rose – saxofoon, fluit, piccolo
- Winston Marche – drums

### Gastmuzikanten
- Tim Bran – piano (op nrs. 2, 4, 5, 8, 10), keyboards op "Daylight", strijkarrangementen
- John Robertson – gitaar op "Remember Me" en "Things Fall Apart"
- Adrian Large – gitaar op "Paved With Cold", "Things Fall Apart" en "Pass the Power"
- Jools Holland – piano op "Daylight"
- Graham Cuttill – percussie
- James Lawrence – trombone (op nrs. 1, 3, 5-7, 10)
- Audrey Riley, Chris Tombling – strijkinstrumenten op "Daylight", "Mayhem" en "Pass the Power"
- Beverley Skeete – achtergrondzang
- Marizia Pyzer-Skeete – achtergrondzang op "Taking Back Control"